# 후채조적찬란시대
후채조적찬란시대 (중국어: 後菜鳥的燦爛時代; pinyin: hòu cài niǎo de càn làn shí dài)은 2016년 타이완 텔레비전 프로그램으로 염아륜, 증지교, 기언개, 뢰림은 등이 출연했다. 촬영은 2016년 1월 27일 시작되었다. 이 드라마는 2016년 3월 6일 TTV 채널에서 선보였으며 일요일 밤 10시에 시작되었다. 

## 개요
"後菜鳥的燦爛時代(후채조적찬란시대)"는 직장에 대한 열정이 없는 직원이다. 그들은 직업에 대한 보상을 받는 한 그들의 미숙한 평판에 대해 신경쓰지 않는다. 

## 출연진

### 주연
- 옌아륜(炎亞綸): 지원카이(紀文凱)역–남성 30세

화장품 대기업인 Tian Xi Corporation(天璽集團)의 새로운 CEO이다. 고등학교때 그의 별명은 "오리 계란 왕"이었다 왜냐면 많은 시험에서 빵점을 맞았기 때문이다.그는 반에서 최악의 학생이었다. 그는 종종 교사에게 무시당했고 반 친구들에게 놀림을 당했다.만든 재미있는 그의 친구들 때문에 그래-성과니다. 반에서 최고의 학생이었던 종우당(증지교)은 선생님의 권유로 그를 담당했다. 그녀는 반에서 꼴찌였던 그를 거칠게 대했지만 그는 그녀에게 관심이 있었기 때문에 신경쓰지 않았다. 십 년 후,그는 CEO가 되고 종우당은 그의 개인 비서가 된다.
- 증지교(曾之喬): 종위탕(鍾雨棠)역- 여성 29세

그녀는 Tian Xi 회사(天璽集團)에서 CEO 의 개인 비서였다. 하지만 새로 온 CEO이자 그녀의 고등학교 동창인 지원카이를 만나게 되면서 모든 것이 바뀐다. 그녀는 자신이 그의 개인비서로서 필요한 자질을 충분히 갖추지 못했다는 것을 깨닫게 되고 사직서를 내려고 했지만 지원카이에 의해 거절당한다. 지원카이는 종위탕이 직업에 대한 열정이 없다는 것을 느끼고 그녀를 회사 내에서 업무가 힘들기로 소문난 최악의 업무 3과로 보내게 된다.
- 뢰림은(賴琳恩): 묘애사(苗愛莎)역–여성 나이 29

지원카이의 오랜시간 조수로서 러시아 인 사업파트너와 의사소통이 가능하고 해외 판매 계약을 맺기 위한 통역이 가능하다. 그녀는 종위탕 대신 CEO의 개인비서 자리를 맡게 된다. 그녀는 지원카이와 같이 일하면서 그를 짝사랑하게 된다.
- 잭 리 (李運慶):  왕즈위(王子譽)역-남성 33세

## 회차 평가
| 방송 날짜       | 회차      | 평균 평가 | 순위 |
| --------------- | --------- | --------- | ---- |
| 2016년 5월 6일  | 1         | 1.69      | 1    |
| 2016년 5월 13일 | 2         | 1.84      | 1    |
| 2016년 5월 20일 | 3         | 2.22      | 1    |
| 2016년 5월 27일 | 4         | 2.26      | 1    |
| 2016년 4월 3일  | 5         | 2.35      | 1    |
| 2016년 4월 10일 | 6         | 2.59      | 1    |
| 2016년 4월 17일 | 7         | 2.38      | 1    |
| 2016년 4월 24일 | 8         | 2.65      | 1    |
| 2016년 5월 1일  | 9         | 2.42      | 1    |
| 2016년 5월 8일  | 10        | 2.38      | 1    |
| 2016년 5월 15일 | 11        | 2.91      | 1    |
| 2016년 5월 22일 | 12        | 2.85      | 1    |
| 2016년 5월 29일 | 13        | 2.63      | 1    |
| 2016년 6월 5일  | 14        | 2.47      | 1    |
| 2016년 6월 12일 | 15        | 2.44      | 1    |
| 2016년 6월 19일 | 16        | 2.46      | 1    |
| 2016년 6월 26일 | 17        | 2.87      | 1    |
| 평균 평가       | 평균 평가 | 2.42      | --   |